# Мугла (Болгарія)
Му́гла (болг. Мугла) — село в Смолянській області Болгарії. Входить до складу общини Смолян.

## Населення
За даними перепису населення 2011 року у селі проживали 240 осіб.
Національний склад населення села:
| Національність   | Кількість осіб | Відсоток |
| ---------------- | -------------- | -------- |
| болгари          | 187            | 96,9%    |
| турки            | 3              | 1,6%     |
| Всього відповіли | 193            |          |

Розподіл населення за віком у 2011 році:
Динаміка населення: